# 和兴乡
和兴乡，是中国河南省驻马店市遂平县下辖的一个乡镇级行政单位。
和兴乡位于遂平县城北部，南依遂平县城，北与西平县接壤，东临京广铁路，京珠高速公路，107国道纵贯全境8.9公里。乡村柏油路纵横交织，程控电话遍布全乡。全乡总面积96平方公里，辖16个村，218个村民组，7.5万亩耕地，4.7万人。

## 行政区划
和兴乡共辖以下地区：
和兴村、大牛村、程台村、恒兴村、后楼村、金刘村、刘店村、刘桥村、藕花村、魏楼村、吴阁村、席庄村、张庄村、赵陈村、赵庄村、钟庄村、张店村、青石桥村、大刘庄村、火龙庙村、李屯村、李庄村、孙庄村、草庙村。